# ジャスティン・ドウグラス
ジャスティン・ドウグラス（Justin Douglas、1994年4月5日 - ）は、カナダのラグビー選手。

## プロフィール
- カナダ・マツキ出身[1]。
- ポジションはスタンドオフ(SO)。
- 身長 183cm、体重 83kg
- 7人制カナダ代表に選ばれたことがある[2]。

## 略歴
2021年、東京五輪の7人制カナダ代表スコッドに選ばれた。